# Gare de Cornillon
La gare de Cornillon est une halte ferroviaire fermée de la ligne 40, de Liège à Maastricht via Visé. Elle est située dans l'actuel sous-quartier Cornillon, dans le quartier administratif d'Amercœur, sur le territoire de la commune de Liège en Belgique. 

## Situation ferroviaire
Établie à 65 mètres d'altitude, la halte fermée de Cornillon est située au point kilométrique (PK) 3,10 de la ligne 40, de Liège à Maastricht via Visé, entre la gare fermée de Liège-Vennes et la gare ouverte de Bressoux.

## Histoire
Située entre les gares de Liège-Longdoz et Bressoux, la halte de Cornillon est ouverte lorsque est inaugurée le 24 novembre 1861 la section de 17,8 km entre la Liège-Longdoz et Maastricht, gérée par la Compagnie du Chemin de fer de Liège à Maestricht. Elle doit son nom au Mont Cornillon voisin.
La halte est fermée le 1er juillet 1956 lorsque la ligne 40 cesse d'être en omnibus. En 2018, la trace de l'escalier permettant d'accéder aux quais et un bâtiment ferroviaire sont toujours présents.

## Projet
En 2020, le projet de réouverture d'une halte ferroviaire à Cornillon est débattu.